# Mur de feu
Pour les articles homonymes, voir Firewall.

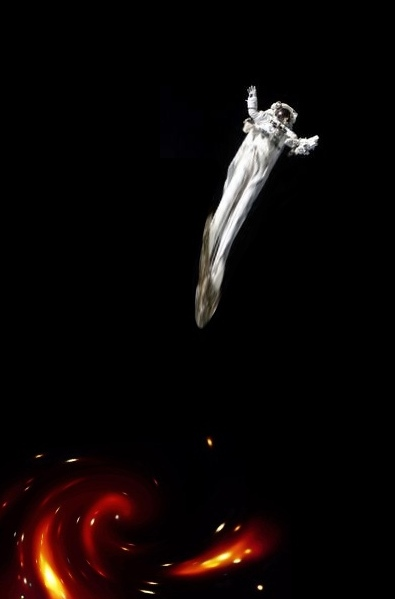
Représentation d'un observateur qui tombe dans un trou noir (subissant une spaghettification).

Le mur de feu est, en physique théorique, un phénomène hypothétique qui se produirait à l'horizon des événements d'un trou noir. Il est en effet prédit qu'il existe une zone de grande densité énergétique autour d'un trou noir, créée par le bris d'intrications quantiques généré par le rayonnement de Hawking.
Ce phénomène a été décrit en 2012 par Joseph Polchinski et son équipe pour répondre à une incohérence de la théorie de la complémentarité des trous noirs, développée par Leonard Susskind et Larus Thorlacius au début des années 1990.

## Origine
Le concept de mur de feu repose sur le fait que le vide présente des fluctuations quantiques. Les inégalités d'Heisenberg démontrent que de l'énergie peut être « empruntée » au vide pendant une très courte durée grâce à l'existence de fluctuations. L'horizon des événements d'un trou noir génère en permanence des paires de particule-antiparticule dont la masse totale est liée à l'énergie de la fluctuation par la relation masse-énergie {\displaystyle E=mc^{2}}. Le type de particule générée est donc fonction de l'énergie empruntée.
En général, le couple particule-antiparticule s'annihile aussitôt, sauf si un phénomène physique permet de séparer l'une des particules créée de son antiparticule en un temps inférieur à la durée de vie typique de la paire. À l'horizon des événements d'un trou noir, les forces de marée sont si intenses qu'elles peuvent éloigner la particule de son antiparticule avant qu'elles ne s'annihilent. L'une des particules de la paire peut alors être absorbée par le trou noir sans que l'autre ne le soit. Dans ce cas, l'énergie empruntée ne sera pas « rendue » au vide, ce qui ne respecte pas le principe de conservation de l'énergie. Pour remédier à cela, le trou noir doit émettre de l'énergie : c'est le principe de base du rayonnement de Hawking, qui fait s'évaporer les trous noirs. 

### Paradoxe de l'information
L'intrication de la particule émise par le trou noir avec le rayonnement de Hawking composé de plusieurs particules - photons - provenant de la particule absorbée mène à un paradoxe : la particule absorbée était déjà intriquée avec l'autre particule de la paire lors de la création par fluctuation du vide. Cela crée un système où une particule est intriquée avec plusieurs autres à la fois. Cela entre en contradiction avec le principe de « monogamie » de l'intrication, qui stipule qu'une particule ne peut être complètement intriquée avec deux particules en même temps. Pour éviter ce paradoxe de l'information, l'intrication entre la particule absorbée par le trou noir et celle qui s'en est échappée doit être brisée, ce qui libérerait une quantité importante d'énergie. « C'est un processus intense, comparable au bris des liens entre les molécules, et cela libère de l'énergie [...] L'horizon des événements serait littéralement un anneau de feu brûlant tous ceux qui y tomberaient. » Ainsi, autour d'un trou noir, il est prévu qu'une zone de grande densité énergétique existe en raison d'une quantité énorme de bris d'intrications quantiques,,.  
Le paradoxe de l'information motive Susskind à établir la complémentarité des trous noirs. Or, cette conjecture est si subtile qu'il n'y a aucune équation quantique pour décrire ce phénomène. C'est en tâchant d'en trouver qu'Ahmed Almheiri, Donald Marolf (en), Joseph Polchinski et James Sully ont établi leur concept de mur de feu. Pourtant, l'idée qu'une particule qui tombe dans un trou noir subit des conditions extrêmes liées au processus d'évaporation du trou noir n'est pas nouvelle et a été introduite avant la discussion actuelle.